# ボスチニブ
ボスチニブ（Bosutinib）はチロシンキナーゼ阻害作用を持つ抗がん剤（分子標的薬）であり、慢性骨髄性白血病の治療に用いられる。ワイスにより創薬され、ファイザーによる買収後、同社で開発が継続された。商品名ボシュリフ。治験コードSKI-606。

## 効能・効果
ボスチニブは治療抵抗性または治療不忍容のフィラデルフィア染色体陽性（Ph+）慢性骨髄性白血病（CML）を効能・効果として、米国で2012年9月4日、欧州で2013年3月27日、日本で2014年9月26日にそれぞれ承認された。

### 治験中
- 筋萎縮性側索硬化症 - 2024年現在、日本において医師主導第2相臨床試験が終了し、主要評価項目達成[8][9][10]。

## 副作用
国内治験では100%の患者に副作用が見られた。
重大な副作用として、
- 肝炎、肝機能障害（AST(GOT)、ALT(GPT)、γ-GTP、ビリルビンなどの上昇）(60.3%)、
- 骨髄抑制（血小板減少（33.3%）、貧血(31.7%)、白血球減少(27.0%)、好中球減少(27.0%)、顆粒球減少など）(57.1%)、
- 体液貯留（心嚢液貯留(3.2%)、胸水(7.9%)、肺水腫、末梢性浮腫など）(9.5%)、
- ショック、アナフィラキシー、重度の下痢(12.7%)、膵炎(3.2%)、間質性肺疾患、腎不全、肺高血圧症、腫瘍崩壊症候群、
- 心障害（QT間隔延長(1.6%)、不整脈、心筋梗塞、心房細動など）(6.3%)、
- 感染症（鼻咽頭炎(23.8%)、胃腸炎(4.8%)、肺炎、尿路感染(1.6%)、敗血症など）(36.5%)、
- 出血（脳出血、胃腸出血、膣出血、眼出血、口腔内出血など）(15.9%)

が記載されている。（頻度未記載は頻度不明）

### 禁忌
ボスチニブは欧米では肝障害のある患者に対して禁忌である。

### 相互作用
ボスチニブはP-糖蛋白質(P-gp)およびCYP3A4の基質であり阻害薬である。従って、P-gpおよびCYP3A4の阻害薬は血中ボスチニブ濃度を上昇させる。一方CYP3A4誘導薬は血中ボスチニブ濃度を低下させる。また、P-gpまたはCYP3A4の基質である他の薬剤の代謝および取り込みを（P-gp阻害作用の結果として）変化させることがある。

### 発癌性および変異原性
動物実験では、臨床用量の3倍までは、発癌性は認められなかった。in vitro では、変異原性および染色体異常誘発効果は検出されていない。

## 作用機序
ボスチニブはSrcファミリーキナーゼ（Src、Lyn、Hck）阻害作用を有するATP競合的Bcr-Ablチロシンキナーゼ阻害薬である。ボスチニブは、イマチニブ耐性Bcr-Ablチロシンキナーゼを発現する18種の齧歯類骨髄細胞系の内、16種で阻害作用を示したが、T315IおよびV299L変異細胞系では阻害作用を示さなかった。

## 品質面での懸念事項
米国では、臨床試験で用いられたファイザー製の物を除く原薬の一部に構造式が異なるものがあり、有効性に関する懸念が示されている（日本での状況は不明）。